# Dimensions (Freedom Call)
Dimensions è il quinto album in studio della band tedesca Freedom Call.

## Tracce
1. Demons Dance – 2:03
2. Innocent World – 4:27
3. United Alliance – 4:10
4. Mr. Evil – 3:43
5. Queen of My World – 4:27
6. Light Up the Sky – 5:25
7. Words of Endeavour – 3:52
8. Blackened Sun – 4:40
9. Dimensions – 3:58
10. My Dying Paradise – 4:47
11. Magic Moments – 4:34
12. Far Away – 3:19

## Formazione
- Chris Bay – voce, chitarra
- Lars Rettkowitz – chitarra
- Armin Donderer – basso
- Dan Zimmermann – batteria